# Нови звук (часопис)
Нови звук (енг. New Sound) је интернационални научни часопис за музику. Доступан је у отвореном приступу (open sources). Излази полугодишње, а од 2009. Већина бројева је дигитализована. Часопис излази на енглеском језику, а он-лајн верзије се могу на српском или енглеском, а неки бројеви и на оба језика.

## Историја
Часопис је покренут у Београду крајем 1992. године, а његов први број је изашао 1993. До 1998, издавач Часописа је био Савез организација композитора Југославије. Од 1998. до 2009. издавач је био Музичко-информативни центар (МИЦ–СОКОЈ), с тим што му се као издавач бројева 30 (II/2007), 31 (I/2008) и 32 (II/2008) прикључила Катедра за музикологију Факултета музичке уметности у Београду, која 2009. године у потпуности преузима улогу издавача.

## Концепција
Главни циљ овог часописа је да промовише и представи пре свега савремено музичко стваралаштво како у Србији тако и изван ње, као и дискурс о том стваралаштву – музиколошки, етномузиколошки, аналитички, филозофски, естетички, укључујући и студије медија, студије културе, и др. У Часопису се, разматрају различите актуелне, чак и провокативне теме везане за музику у Србији и другим земљама широм света. Часопис садржи и преглед међународних фестивала нове музике, рецензије књига и компакт дискова, као и информације о одбрањеним мастер тезама, магистарским тезама и докторским дисертацијама.
Главни и одговорни уредник часописа је Мирјана Веселиновић-Хофман, а уреднички одбор чине: Мирјана Веселиновић-Хофман, Дејан Деспић, Соња Маринковић, Ана Котевска, Марсел Кобусен (Marcel Cobussen, Холандија), Пјер Алберт Кастане (Pierre Albert Castanet, Француска), Крис Валтон (Chris Walton, Јужноафричка република/Швајцарска), Едуардо Миранда (Eduardo R. Miranda, Бразил/Уједињено Краљевство), Нико Шулер (Nico Schüler, Немачка/Сједињене Америчке Државе).